# Plain City (Utah)
Plain City je město v okresu Weber County ve státě Utah ve Spojených státech amerických. K roku 2000 zde žilo 3 489 obyvatel. S celkovou rozlohou 9,7 km² byla hustota zalidnění 361,2 obyvatel na km².